# Сейлер, Льюис
Льюис Сейлер (англ. Lewis Seiler; 30 сентября 1890, Нью-Йорк, Нью-Йорк — 8 января 1964, Лос-Анджелес, Калифорния) — американский кинорежиссёр середины XX века.
В период с 1923 по 1958 год Сейлер поставил 88 фильмов. Среди его наиболее успешных картин — «Чарли Чан в Париже» (1935), «Школа преступности» (1938), «Пыль будет моей судьбой» (1939), «Преступление тебе с рук не сойдёт» (1939), «Это всё правда» (1940), «Крутой парень» (1942), «Питтсбург» (1942), «Дневник Гуадалканала» (1943), «Молли и я» (1945), «Кнут» (1948), «Прорыв» (1950) и «Команда-победитель» (1952).

## Ранние годы жизни и начало карьеры в кинематографе
Льюис Сейлер родился 30 сентября 1890 года в Нью-Йорке. В 1919 году Сейлер перебрался с Восточного побережья на Западное, «решив испытать своё счастье в кинематографе». Он начинал на студии Fox Film Corporation как сочинитель гэгов и ассистент режиссёра, а с 1923 года в качестве режиссёра в течение нескольких лет ставил короткометражные комедии.

### Режиссёрская карьера на студииFoxв 1926—1936 годах
В 1926 году Сейлера повысили до режиссёра полнометражных фильмов. Первые два года он ставил вестерны с участием Тома Микса, такие как «Великое ограбление поезда K & A» (1926), «Ничье золото» (1926), «Бандиты Красной реки» (1927) и «Последний след» (1927).
Вплоть до 1935 года Сейлер поставил ещё пятнадцать фильмов, среди которых наиболее заметными были мелодрама о молодых лётчиках «Воздушный цирк» (1928, совместно с Говардом Хоуксом) и вестерн с участием Джорджа О’Брайена «Маршал фронтира» (1935).
В 1935 году Сейлеру доверили постановку фильма из популярной серии картин про полицейского детектива из Гонолулу Чарли Чана — «Чарли Чан в Париже» (1935), которая стала одной из самых успешных работ режиссёра на тот момент. В отличие от других фильмов о Чане эта картина выделялась «большим экшном, который в реальности снимался в открытом павильоне студии Fox».
В 1936 году Сейлер поставил на Fox музыкальную комедию «Пэдди О’Дэй» (1936) об ирландской девочке-иммигрантке с музыкальными способностями, в которой одну из ключевых ролей русской танцовщицы Тамары Петрович сыграла Рита Кансино, позднее ставшая знаменитой как Рита Хейворт. В 1936 году Сейлер сделал также два фильма с Клер Тревор — музыкальную мелодраму «Звезда на ночь» (1936) и криминальную мелодраму «Карьерная женщина» (1936).

### Режиссёрская карьера на студииWarner Brothersв 1938—1954 годах
С 1938 года Сейлер стал работать на студии Warner Brothers, где поставил «некоторые из самых жёстких гангстерских картин студии и социальных драм». Первой среди них стал фильм «Школа преступности» (1938), который рассказывает о членах уличной подростковой банды, известной как Ребята из Тупика, которые попали в исправительную школу после того, как едва не убили напавшего на них преступника. В школе царят жестокие авторитарные порядки, однако благодаря деятельности одного из руководителей системы исправительных учреждений (Хамфри Богарт), который берёт руководство школой на себя, ситуация исправляется, и в финале дети даже спасают нового директора от бандитов, за что получают досрочное освобождение. Это был первый из пяти совместных фильмов Сейлера и Богарта.
В том же году Сейлер поставил приключенческий вестерн «Звезда Севера» (1938) с Диком Фораном в главной роли, действие которого происходит в Канаде, комедию «Двойные проблемы Пенрода» (1938), а также приключенческую комедию «Он не мог сказать „нет“» (1938) с участием Джейн Уаймен.
В 1939 году у Сейлера вышла криминальная мелодрама «Король преступного мира» (1939), в которой Богарт сыграл главаря банды с наполеоновским комплексом, а Кэй Фрэнсис — врача, которая вынуждена оказывать ему медицинскую помощь, но в итоге помогает властям разгромить всю банду. По мнению историка кино Денниса Шварца, «хотя это и не очень хорошая мелодрама, она всё равно доставляет наслаждение».
В криминальной мелодраме «Преступление тебе с рук не сойдёт» (1939) Богарт сыграл матёрого преступника, который вовлекает молодого парня в свою преступную деятельность и в итоге подставляет его в убийстве. Рецензент журнала TV Guide оценил картину, как «незапоминающийся гангстерский фильм» и «едва ли самый запоминающийся фильм в карьере Богарта», который однако «хорошо сделан в обычном для Warner Bros профессиональном ключе». Самое же главное, по мнению рецензента, заключается в том, что «Богарт играет свою обычную роль крутого гангстера в своей обычной крутой манере, а это всегда достойно просмотра». Критик Пол Мэвис со своей стороны отметил «уверенный, сверхпрофессиональный фабричный способ студийного кинопроизводства», далее написав, что «любой, кто вырос на криминальных фильмах Warner Bros, немедленно узнает особенности стиля студии — это быстрый, стремительный монтаж (в сопровождении ревущих, драматических музыкальных фраз), актуальные для того времени разговоры и слэнг, выразительное контрастное освещение, неприукрашенные реалистические декорации, а также угрозу неожиданного насилия, закипающего под покровом острой социальной темы». По словам Мэвиса, «никто не делал такие фильмы лучше, чем Warner Bros».
В качестве второго главного режиссёра Сейлер помог немецкому режиссёру Эвальду Андре Дюпону завершить криминальную мелодраму «Адская кухня» (1939). По содержанию это была очередная вариация фильма на тему Парней из Тупика, оказавшихся в исправительной школе, сочетая «приземлённый юмор с социальной критикой». на этот раз главные положительные роли в картине исполнили Рональд Рейган и Маргарет Линдси.
В том же году вышла ещё одна криминальная драма «Пыль будет моей судьбой» (1939), которая рассказывает о заключённом (Джон Гарфилд), на которого падает подозрение в убийстве надзирателя, однако ему удаётся бежать вместе со своей возлюбленной и дочерью убитого (Присцилла Лейн). После многомесячных мытарств девушка не выдерживает и сдаётся полиции, однако на судебном заседании настолько эмоционально защищает своего возлюбленного, что присяжные снимают с него обвинение в убийстве, и он выходит на свободу. После выхода картины кинообозреватель Фрэнк С. Ньюджент посетовал в «Нью-Йорк Таймс», что студия Warner Bros со своими криминальными мелодрамами о «преследуемых судьбой парнях, которые оказались не на той стороне пути» уже давно ходит по кругу. По словам критика, «с учётом имеющейся у студии практики совсем не удивительно, что картина выстроена без единой запинки — она не пропускает ни единого драматического момента, делает нужные паузы для смеха и идеально просчитывает момент экшна, но полная тщетность всего этого доходит здесь до крайнего предела». По мнению Ньюджента, студии пора остановиться в производстве таких однотипных фильмов, однако, «как мы слышали, конца ещё не видно». Современный кинокритик Деннис Шварц охарактеризовал картину как «стандартный недорогой фильм студии Warner Bros на тему социальной справедливости, точно и расчётливо поставленный Сейлером по роману Джерома Одлама и сценарию Роберта Россена». По мнению критика, «из-за банального сюжета эта рутинная картина вряд ли представит интерес». Однако фильм «сильно выигрывает от звёздной мощи Джона Гарфилда, который играет идеальную для себя роль отторгнутого обществом, самоуверенного бродяги».
В 1940 году Сейлер отошёл от жанра социально ориентированной криминальной мелодрамы, поставив криминальный триллер «Убийство в воздухе» (1940) с Рейганом в главном роли, романтическую комедию о лётчиках «Ангелы полёта» (1940) с Деннисом Морганом и Вирджинией Брюс, а также детективную мелодраму «К Югу от Суэца» (1940) с Джорджем Брентом и Брендой Маршалл. Наиболее значимым фильмом года для Сейлера стала криминальная музыкальная комедия «Это всё правда» (1940), которая рассказывает о гангстере (Богарт), который скрывается от правосудия в тихом пансионе, в котором вскоре открывает шумный ночной клуб. Как написала современный кинокритик Эмили Соарес, «соедините фильм нуар с комедией и добавьте несколько музыкальных номеров, и вы получите этот фильм», где Богарт демонстрирует как свой комедийный потенциал, так и черты крутого парня, а Энн Шеридан хороша и как комедийная актриса, и как исполнительница музыкальных номеров. Как отмечает Соарес, позитивные отзывы на игру Богарта в этом фильме посзволили актёру «вскоре перейти на более сложные роли».
В 1941 году Сейлер поставил армейскую комедию «Теперь ты в армии» (1941), романтическую комедию «Поцелуи на завтрак» (1941) с Деннисом Морганом и Джейн Уайетт, а также комедийный хоррор «Улыбающийся призрак» (1941). Фильм рассказывает о добродушном простаке (Уэйн Моррис), который вместе с приятелем селится в жутком особняке, чтобы помочь его хозяйке (Алексис Смит) выяснить, почему трое её женихов встретили там свой ужасный конец. Как пишет историк кино Ричард Харланд Смит, хотя фильм и вторичен по отношению к «Коту и канарейке» (1939) студии Paramount, тем не менее это «очаровательная вещь с двигающимися стенами, хватающими руками и персонажами, являющимися совсем не теми, за кого себя выдают».
На студии Universal в постановке Сейлера вышла романтическая производственная мелодрама «Питтсбург» (1942) с участием таких звёзд, так Джон Уэйн и Рэндольф Скотт. Совместными усилиями их персонажи создают крупный металлургический комбинат, в итоге вступая в конфликт из-за методов управления бизнесом, а также из-за прекрасной общей подруги (Марлен Дитрих). В итоге, когда речь заходит об интересах государства во время войны, они забывают о своих противоречиях и героически работают на благо родины. Отметив вторичность картины, обозреватель «Нью-Йорк Таймс» написал, что фильм «доказывает, что вы можете поставить старую конструкцию на новое шасси, и она всё равно будет ездить. С тремя звёздными актёрами в их обычной форме» фильм представляет собой «ещё одну попытку выиграть на кассовом тотализаторе популярности, и он даже может сорвать скромный джекпот. Но в лучшем случае, это совершенно стандартное зрелище». Как написал современный кинокритик Хэл Эриксон, фильм «хорошо поставлен и хорошо сыгран, однако ему не хватает искры, которая превращает просто хороший фильм в нечто большее».
В том же году вышел фильм нуар «Крутой парень» (1942), в котором Богарт сыграл профессионального преступника Дюка Бёрна, который после выхода на свободу не может найти место в обычной жизни. Вскоре на него выходит глава преступной группы, который рассчитывает с его помощью провернуть крупное ограбление. Женой главаря оказывается бывшая возлюбленная Дюка (Айрин Мэннинг), которая отговаривает его от преступления, и некоторое время спустя они вместе подаются в бега, преследуемые как бандитами, так и полицией. Как отметил обозреватель «Нью-Йорк таймс» Босли Краузер, студии Warner Bros, которая имеет многолетний успешный опыт создания фильмов подобного рода, и на этот раз благодаря «остро написанному сценарию, диалогу, который полон эффектных фраз, и мрачности, а также хорошему актёрскому составу, удаётся привнести в довольно рутинную криминальную историю атмосферу чего-то особенного». Со своей стороны, рецензент журнала Variety, не особенно высоко оценил сценарий, однако отметил с положительной стороны «игру Богарта и способность режиссёра Сейлера показать напряжённые моменты истории». Современный историк кино Крейг Батлер отметил, что в фильме «есть непременные жёсткие и крутые обмены репликами, и он предлагает много хороших эпизодов, а его провалы в логике, хотя и очевидны, но не так уж сильно смущают». И кроме того, «в нём есть первоклассная снежная погоня, которая очень сильна, а также очень хороший эпизод с побегом из тюрьмы».
В 1943 году Сейлер поставил на студии Twentieth Century Fox военную драму «Дневник Гуадалканала» (1943), которая считается не только одним из лучших фильмов Сейлера, но также и одним из лучших голливудских фильмов о Второй мировой войне. Фильм рассказывает об участии американских морских пехотинцев в исторической Битва за Гуадалканал, которая имела место всего лишь за год до выхода фильма на экраны. Хотя фильм отличается высоким качеством боевых сцен, главное внимание в нём уделено психологическим портретам и личным историям морских пехотинцев. Этот фильм, главные роли в котором сыграли Престон Фостер, Ллойд Нолан, Уильям Бендикс, Ричард Конте и Энтони Куин, имел большой коммерческий успех. Как написал кинокритик «Нью-Йорк таймс» Босли Краузер, «нет никаких сомнений в том, что эта картина волнует и вдохновляет во многих отношениях. Ибо студия наполнила её героизмом самого мрачного толка, не стесняясь показывать умирающих и мёртвых наряду с живыми, которые продолжают сражаться против упрямого и хитрого врага. В картине много событий, которые раскрывают солдатский характер. И она заслуживает восхищения своей приверженностью цели, показывая войну без каких-либо милых романтических отступлений… Разыгранный в обстановке, которая выглядит как реальная, с большим количеством юмора и экшна, фильм обречён на высший уровень среди популярных — хотя и не всегда убедительных — военных фильмов».
В 1943 году документальный биографический фильм Сейлера «Исполнение служебного долга» (1942) о герое войны, капитане ВВС Хьюлетте Т. Уилессе был удостоен премии «Оскар» в категории «Лучший короткометражный фильм».
После этих мрачных военных фильмов в последующие годы Сейлер работал в жанре музыкальной комедии, поставив фильмы «Кое-что для мальчиков» (1944) с Кармен Мирандой, «Кукольное личико» (1945) с Вивьен Блэйн, «Молли и я» (1945) с Грейси Филдс и «Если мне повезёт» (1946), снова с Вивьен Блейн. В 1948 году Сейлер вернулся к жанру фильм нуар, поставив «Кнут» (1948), рассказывающий историю художника (Дейн Кларк), который из любви к женщине (Алексис Смит) становится профессиональным боксёром в команде её мужа-гангстера (Закари Скотт). После выхода фильма на экраны кинокритик газеты «Нью-Йорк Таймс» Томас Прайор дал ему сдержанную оценку, написав, что «здравый смысл и драматизм оказались на обочине, отдав место на экране хоть и прекрасно показанному, но бессмысленному взрыву жестокости», которому «Кларк, Скотт и Смит обеспечивают достойную декорацию… Если вы желаете простой, старомодной суматохи с нанесением увечий, то этот фильм вам понравится. В противном случае, будьте осторожны». По мнению историка кино Майкла Кини, «хорошая актёрская игра, особенно, со стороны Кларка и Смит, не компенсирует чрезмерно мелодраматичный и клишированный сценарий» картины, а критик Маргарита Ландазури назвала фильм «изящным, закрученным нуаром об искусстве, боксе, ревности и мести».
Военная драма «Прорыв» (1950) с участием таких актёров, как Дэвид Брайан, Джон Агар и Фрэнк Лавджой, рассказывала об участии взвода американских солдат в боевой операции в Нормандии. Как отметил после выхода фильма Босли Краузер в «Нью-Йорк таймс», «трудно однако понять, к какому заключению приходят люди на Warner Brothers, которые сделали этот большой военный фильм — является ли война чем-то ужасным или чем-то отличным». Эта картина «очевидно приукрашивает войну, смешивая это ощущение с обильными сценами сражений и некоторыми поразительно реалистичными новостными кадрами. В то время как некоторых второстепенных героев убивают или ранят, самые важные и заметные выживают. И все они вырезаны из давно знакомых трафаретов и проходят через те же давно известные события. В результате получается картина без верности военной теме и без драматизма».
Вскоре последовали ещё две военные драмы Сейлера. Год спустя он поставил картину «Танки идут» (1951) об участии американского танка в боях в Германии, главные роли в которой сыграли Стив Кокран и Филип Кэри. А год спустя вышел ещё один военный фильм «Операция „Секрет“» (1952), который рассказывает об офицере американской разведки (Корнел Уайлд), который во время войны работал под прикрытием на оккупированной территории во Франции, а после войны его судят по ложному обвинению в убийстве одного из лидеров французского Сопротивления.
В 1952 году Сейлер поставил спортивный байопик «Команда-победитель» (1952) об известном профессиональном бейсболисте Гловере Кливленде Александере (Рональд Рейган), который после тяжёлой травмы головы начинает постепенно спиваться и опускаться, однако благодаря усилиям жены (Дорис Дэй) он вновь возвращается на высший уровень игры. Фильм отличается отличной игрой Рейгана и «идеальным сочетанием архивного и отснятого материала».
Разоблачительный фильм нуар «Система» (1953) рассказывал о симпатичном владельце подпольного букмекерского бизнеса (Фрэнк Лавджой), который вступает в конфликт как с местным прогрессивным журналистом, так и со своими мафиозными боссами, и в итоге после гибели близких ему людей решает дать показания властям. После выхода фильма на экраны кинообозреватель «Нью-Йорк Таймс» Оскар Годбаут написал, что «картина мрачная и удручающая, как утренняя погода… Грустно то, что в этом фильме нет ни единой вещи, которую можно было бы порекомендовать. Этот провал режиссёра Сейлера тем более разочаровывает, когда вспоминаешь его памятный фильм „Дневник Гуадалканала“ (1943)». Историк кино Майкл Кини посчитал, что хотя сюжет кажется «довольно увлекательным», тем не менее сам фильм, «в том числе и всегда надёжный Лавджой, персонаж которого является, наверное, самым милым нуаровым преступником всех времён, смотрится скучно».
В 1954- году Сейлер попробовал свои силы на телевидении, поставив четыре эпизода телесериала «Телевизионный театр „Форда“» (1954—1957).

## Завершение карьеры на студииColumbia Picturesв 1954—1958 годы
В 1954 году Сейлер перешёл на студию Columbia Pictures, где поставил военную драму «Бамбуковая тюрьма» (1954), которая рассказывала о разведывательной деятельности группы американских солдат в лагере для военнопленных во время Корейской войны. За этой картиной последовала криминальная драма «Женская тюрьма» (1955) с такими звёздными актрисами нуарового жанра, как Айда Лупино, Джен Стерлинг, Одри Тоттер и Клео Мур, которая описывала жестокость как самих заключённых, так и их тюремного персонала. Несмотря на то, что после выхода на экраны фильм не имел коммерческого успеха и был невысоко оценён критикой. Современный историк кино Крейг Батлер написал, что «уровень пошлости в этой драме о „дамочках за решёткой“ взлетает до небес. Это ни в коей мере, не хороший, это плохой, трэшевый фильм, но он необычайно увлекателен». При этом Сейлер как режиссёр, похоже, решил не вмешиваться ни в сюжет, ни в актёрскую игру, что, по мнению Батлера, «в данных обстоятельствах было наилучшим решением».
После постановки военного фильма «Боевые посты» (1956) с участием Джона Лунда и Уильяма Бендикса, Сейлер сделал фильм нуар «Чрезмерная экспозиция» (1956) о сексуально привлекательной танцовщице из ночного клуба, которая отправляется в Нью-Йорк, чтобы сделать там карьеру фотографа. Хэл Эриксон назвал картину «незапоминающимся примером низкопробного кино 1950-х годов», который показывает, что «минимальный актёрский талант Мур испарился вовсе».
Последним полнометражным фильмом, который поставил Сейлер, стала криминальная мелодрама «Правдивая история Линн Стюарт» (1958). Фильм рассказывал о молодой домохозяйке (Бетси Палмер), которая уговаривает полицию использовать её как агента под прикрытием, внедрив в банду наркоторговцев.

## Оценка творчества
Как отмечено в биографии режиссёра на Turner Classic Movies, Сейлер был «умелым создателем малобюджетных экшнов в различных жанрах — от вестернов с участием Тома Микса до военных фильмов, иногда уходя в комедию или чистую драму». Как написал историк кино Хэл Эриксон, «как в немую, так и в звуковую эпоху кино Сейлер был всегда немного лучше, чем просто грамотный мастеровитый режиссёр, делая комедии, драмы или приключенческие фильмы с одинаковой силой, однако без особого стилистического почерка».

## Смерть
Льюис Сейлер умер 8 января 1964 года в Голливуде, Калифорния.

## Фильмография
| Год  | Русское название                  | Оригинальное название          | Примечания                                       |
| ---- | --------------------------------- | ------------------------------ | ------------------------------------------------ |
| 1923 | Монахи а-ля мод                   | Monks a la Mode                | Короткометражка (в титрах указан как Лью Сейлер) |
| 1923 | Обезьянья путаница                | Monkey Mix-Up                  | Короткометражка (в титрах указан как Лью Сейлер) |
| 1923 | Обезьянья ферма                   | The Monkey Farm                | Короткометражка (в титрах указан как Лью Сейлер) |
| 1923 | Приятели по джунглям              | Jungle Pals                    | Короткометражка                                  |
| 1923 | Приятели по цирку                 | Circus Pals                    | Короткометражка (в титрах указан как Лью Сейлер) |
| 1924 | Дарвин был прав                   | Darwin Was Right               | Короткометражка                                  |
| 1924 | Вперёд, на Запад!                 | Westward, Whoa!                | Короткометражка                                  |
| 1924 | Обезьяний Ромео                   | The Monkey Romeo               | Короткометражка                                  |
| 1924 | Он мой приятель                   | He’s My Pal                    | Короткометражка                                  |
| 1924 | Мальчики-ковбои                   | The Cow Boys                   | Короткометражка                                  |
| 1924 | Школьные друзья                   | School Pals                    | Короткометражка                                  |
| 1925 | Летающий дурак                    | The Flying Fool                | Короткометражка                                  |
| 1925 | Силён для любви                   | Strong for Love                | Короткометражка                                  |
| 1925 | Облачный роман                    | A Cloudy Romance               | Короткометражка                                  |
| 1925 | Человек-бабочка                   | The Butterfly Man              | Короткометражка                                  |
| 1925 | На ферме                          | Up on the Farm                 | Короткометражка                                  |
| 1926 | Великое ограбление поезда K & A   | The Great K & A Train Robbery  | Короткометражка, также продюсер                  |
| 1926 | Ничьё золото                      | No Man’s Gold                  | Короткометражка (в титрах указан как Лью Сейлер) |
| 1926 | Ура! Ура! Гейдельберг!            | Rah! Rah! Heidelberg!          | Короткометражка                                  |
| 1926 | Репортёр                          | The Reporter                   | Короткометражка                                  |
| 1926 | Разорительный медовый месяц       | A Bankrupt Honeymoon           | Короткометражка                                  |
| 1927 | Последний след                    | The Last Trail                 |                                                  |
| 1927 | Нарушители закона с Красной реки  | Outlaws of Red River           |                                                  |
| 1927 | Бурная река                       | Tumbling River                 |                                                  |
| 1927 | Волчьи клыки                      | Wolf Fangs                     |                                                  |
| 1928 | Воздушный цирк                    | The Air Circus                 |                                                  |
| 1928 | Честные мошенники                 | Square Crooks                  |                                                  |
| 1929 | Призрак говорит                   | The Ghost Talks                |                                                  |
| 1929 | Девушки, унесённые ветром         | Girls Gone Wild                | Также продюсер                                   |
| 1929 | Песня Кентукки                    | A Song of Kentucky             |                                                  |
| 1931 | Дальнее плавание                  | Die große Fahrt                |                                                  |
| 1931 | Надо жениться на князе            | Hay que casar al príncipe      |                                                  |
| 1931 | Самозванец                        | El impostor                    |                                                  |
| 1931 | Закон гарема                      | La ley del harem               |                                                  |
| 1931 | Моя последняя любовь              | Mi último amor                 |                                                  |
| 1932 | Обман                             | Deception                      |                                                  |
| 1932 | Нет большей любви                 | No Greater Love                |                                                  |
| 1932 | Цирковое представление            | The Circus Show-Up             | Короткометражка (в титрах указан как Лу Сейлер)  |
| 1933 | Не оставляйте дверь открытой      | No dejes la puerta abierta     |                                                  |
| 1934 | Маршал фронтира                   | Frontier Marshal               |                                                  |
| 1935 | Чарли Чан в Париже                | Charlie Chan in Paris          |                                                  |
| 1935 | Джинджер                          | Ginger                         |                                                  |
| 1935 | Защитите свою жену                | Asegure a su mujer             |                                                  |
| 1936 | Пэдди О’Дей                       | Paddy O’Day                    |                                                  |
| 1936 | Карьерная женщина                 | Career Woman                   |                                                  |
| 1936 | Первый ребёнок                    | The First Baby                 |                                                  |
| 1936 | А вот и неприятности              | Here Comes Trouble             |                                                  |
| 1936 | Звезда на вечер                   | Star for a Night               |                                                  |
| 1937 | Отключите Луну                    | Turn Off the Moon              |                                                  |
| 1938 | Школа преступности                | Crime School                   |                                                  |
| 1938 | Он не мог сказать нет             | He Couldn’t Say No             |                                                  |
| 1938 | Сердце Севера                     | Heart of the North             |                                                  |
| 1938 | Двойная беда Пенрода              | Penrod’s Double Trouble        |                                                  |
| 1939 | Пыль будет моей судьбой           | Dust Be My Destiny             |                                                  |
| 1939 | Адская кухня                      | Hell’s Kitchen                 |                                                  |
| 1939 | Парень из Кокомо                  | The Kid from Kokomo            |                                                  |
| 1939 | Король преступного мира           | King of the Underworld         |                                                  |
| 1939 | Преступление тебе с рук не сойдёт | You Can’t Get Away with Murder |                                                  |
| 1939 | Старый Хикори                     | Old Hickory                    |                                                  |
| 1940 | Ангелы полётов                    | Flight Angels                  |                                                  |
| 1940 | Это всё правда                    | It All Came True               |                                                  |
| 1940 | Убийство в воздухе                | Murder in the Air              |                                                  |
| 1940 | К югу от Суэца                    | South of Suez                  |                                                  |
| 1940 | Буксирщица Энни снова в пути      | Tugboat Annie Sails Again      |                                                  |
| 1941 | Международная эскадрилья          | International Squadron         |                                                  |
| 1941 | Поцелуи на завтрак                | Kisses for Breakfast           |                                                  |
| 1941 | Улыбающийся призрак               | The Smiling Ghost              |                                                  |
| 1941 | Теперь ты в армии                 | You’re in the Army Now         |                                                  |
| 1942 | Крутой парень                     | The Big Shot                   |                                                  |
| 1942 | Питтсбург                         | Pittsburgh                     |                                                  |
| 1942 | Исполнение служебного долга       | Beyond the Line of Duty        | Короткометражка                                  |
| 1942 | Разделяй и властвуй               | Divide and Conquer             | Короткометражка                                  |
| 1943 | Дневник Гуадалканала              | Guadalcanal Diary              |                                                  |
| 1944 | Как помочь парням                 | Something for the Boys         |                                                  |
| 1945 | Куколка                           | Doll Face                      |                                                  |
| 1945 | Molly and Me                      | Молли и я                      |                                                  |
| 1946 | Если мне повезёт                  | If I’m Lucky                   |                                                  |
| 1948 | Кнут                              | Whiplash                       |                                                  |
| 1950 | Прорыв                            | Breakthrough                   |                                                  |
| 1951 | Танки идут                        | The Tanks Are Coming           |                                                  |
| 1952 | Секретная операция                | Operation Secret               |                                                  |
| 1952 | Команда-победитель                | The Winning Team               |                                                  |
| 1953 | Система                           | The System                     |                                                  |
| 1954 | Бамбуковая тюрьма                 | The Bamboo Prison              |                                                  |
| 1954 | Телевизионный театр «Форда»       | The Ford Television Theatre    | Телесериал (4 эпизода, 1954—1957)                |
| 1955 | Женская тюрьма                    | Women’s Prison                 |                                                  |
| 1956 | Боевые посты                      | Battle Stations                |                                                  |
| 1956 | Чрезмерная экспозиция             | Over-Exposed                   |                                                  |
| 1958 | Истинная история Линн Стюарт      | The True Story of Lynn Stuart  |                                                  |